# Ferrari Testarossa
De Ferrari Testarossa is een sportwagen van Ferrari uit 1984. Het is een van de bekendste modellen van Ferrari.
De naam van de Testarossa verwijst net als die van de eveneens in 1984 uitgebrachte 288 GTO naar een prestigieus model uit de 250-serie, namelijk de 250 Testa Rossa. De naam Testarossa betekent in het Italiaans "Rode Kop", wat verwijst naar de rode kleur van de klepdeksels (de cilinderkoppen zijn van aluminium). De auto is ontworpen door Pininfarina en een van de kenmerken van de auto, die het tot een icoon van de jaren 80 hebben gemaakt, zijn de typische luchtsleuven in de deuren, die ook in latere modellen nog gebruikt werden. Deze worden ook wel 'egg-slicers' (eiersnijders) genoemd.
Daarnaast is de Testarossa, samen met de daarop geïnspireerde Ferrari 348, een van de weinige modellen zonder de kenmerkende ronde achterlichten.
Dit model is uitgevoerd met een twaalfcilindermotor. Er zijn in totaal 7177 exemplaren van dit model geproduceerd.
De exemplaren uit 1984 en 1985 hadden één zijspiegel, aan de bestuurderskant, die halverwege de A-stijl zat.
§In 1986 besloot Ferrari, na verscheidene klachten van Testarossabezitters, de spiegel op de gebruikelijke plek onderaan de A-stijl te zetten en ook een rechterzijspiegel te plaatsen. De Testarossa was de laatste 180°V twaalfcilinder (plat liggend) die Ferrari in de jaren 80 tot op heden bouwde en ging in de laatstgeleverde modellen door het leven onder de namen 512TR en 512M.
De Testarossa en de Berlinetta Boxer hadden een 180° V12 motor, en dus geen 12-cilinder boxermotor, wat de naam wel deed vermoeden.
In 1986 werd de enige officiële roadster gemaakt van de Testarossa. Deze was voor Gianni Agnelli omdat hij in dat jaar 20 jaar de directeur van Fiat was. Ontwerper Pininfarina en andere leveranciers zoals Koenig, Rankl en Straman hebben ook roadsters geleverd, maar dit zijn niet officiële modellen van Ferrari.
De Ferrari Testarossa dankt zijn bekendheid bij het grote publiek door de populaire politieserie Miami Vice uit de jaren 80 waarin hij een prominente rol speelt.